# Amina Njonkou
Amina Njonkou (sinh ngày 6 tháng 4 năm 1988) là một nữ cầu thủ bóng rổ chuyên nghiệp đến từ Cameroon.